# Juana Pabla Carrillo
Juana Pabla Carrillo Viana (Asunción, 24 de junio de 1807-Asunción, 12 de julio de 1872) fue una ciudadana destacada de la sociedad paraguaya del siglo XIX, reconocida por su rol como primera dama de la República del Paraguay durante el gobierno de su esposo, el presidente Carlos Antonio López, entre 1844 y 1862. Fue madre del presidente Francisco Solano López, quien sucedió a su padre en el ejercicio del poder. Su figura está asociada al surgimiento de la estructura republicana del Estado paraguayo tras el período consular, siendo la primera persona en ejercer formalmente el cargo protocolar de primera dama desde su creación en 1844. Su presencia en la vida política y social de la época se limitó al ámbito doméstico y familiar, en consonancia con las normas sociales del periodo. Fue sucedida en el cargo simbólico por Elisa Alicia Lynch.

## Biografía
Nació el 24 de junio de 1807 en una familia de buena posición económica, fue hija única del matrimonio entre Pedro José Ignacio Carrillo y María Magdalena Viana.
El 22 de julio de 1826, Juana Carrillo contrajo matrimonio con Carlos Antonio López, con quien tuvo cinco hijos. El 24 de julio de 1827 nació Francisco Solano, futuro mariscal y segundo presidente constitucional de Paraguay. En 1830 nació Venancio, futuro comandante de Asunción y ministro de guerra y marina, quien tuvo de pareja a Manuela Otazú. El 23 de noviembre de 1833 nació Mónica Rafaela, quien se casaría con Saturnino Díaz de Bedoya; más tarde se casaría nuevamente con Milcíades Augusto de Acevedo Pedra, en 1834 nació Benigno y estuvo en concubinato con Justa Petrona Decoud, pero tenía otra familia con María del Carmen Agüero en la ciudad de Concepción y El 20 de agosto de 1836 nació Juana Inocencia, quien se casó con el general Vicente Barrios, más tarde enviudaría y tendría una hija con el vizconde imperial brasileño José Antônio Correia da Câmara que se llamó Flora Ramona Adelina.
En 1844, Juana Carrillo asumió el cargo protocolar de primera dama hasta el fallecimiento de su marido en 1862. A partir de ese momento, asumió su hijo Francisco Solano López y en el cargo de primera dama la sucedió su nuera, Elisa Alicia Lynch. Juana siempre se opuso a Lynch.
En 1865 se desencadenó la guerra de la Triple Alianza y en 1868, Juana Carrillo fue encarcelada junto a sus hijas Juana y Mónica por haber sido acusadas de conspiración contra el gobierno paraguayo, mientras que su hijo Benigno y sus yernos fueron fusilados por traición a la patria.
En 1870, Juana Carrillo perdió a su primogénito Francisco Solano en el campo de batalla y a su nieto, Juan Francisco López, y ella fallecería el 12 de julio de 1871 a la edad de sesenta y cinco años en la Casa Alta del Jardín Botánico, ubicado en el distrito de Santísima Trinidad, sus restos aún descansan en la iglesia del mismo nombre como también las de sus hijas Inocencia y Rafaela.